# Изяслав Андреевич
Изяслав Андреевич (после 1147 — 28 октября 1165) — русский княжич, старший сын великого князя Владимирского Андрея Юрьевича Боголюбского.

## Биография
Точный год рождения Изяслава не известен. Он был старшим из сыновей великого князя Владимирского Андрея Юрьевича Боголюбского от брака с Улитой Степановной Кучко.
Впервые в летописях Изяслав упоминается в 1159 году, когда отец отправил его с муромской дружиной на помощь князю Святославу Владимировичу Вщижскому, который был осаждён во Вщиже князьями Святославом Ольговичем Черниговским и Всеславом Васильковичем Полоцким. Когда осаждавшие узнали о подходе подмоги, они предпочли заключить мир с вщижским князем.
В 1164 году Изяслав принял участие в походе отца на волжских булгар. Во время похода армия Андрея Боголюбского захватила город Бряхимов, кроме того, три булгарских города были сожжены.
Изяслав умер 28 октября (по поздним известиям в сентябре) 1165 года во Владимире и был похоронен «съ плачемъ великомъ» во владимирском Успенском соборе.  Ипатьевская летопись смерть княжича датирует 1164 годом. Неизвестно, владел ли Изяслав каким-то уделом. Женат он не был, детей не оставил.
В память о погибшем Изяславе была построена церковь Покрова на Нерли.